# Praça da Figueira
Praça da Figueira (portugalsko: [ˈpɾasɐ ðɐ fiˈɣɐjɾɐ], Trg figovega drevesa) je velik trg v središču Lizbone na Portugalskem. Je del Lizbonske Baixe, predela mesta, ki je bil reurbaniziran po lizbonskem potresu leta 1755.
V 16. stoletju trg ni obstajal, večino njegovega območja pa je zavzemala bolnišnica Real de Todos os Santos (Kraljeva bolnišnica Vseh svetih), najpomembnejša v mestu. Leta 1755 je bila bolnišnica po velikem potresu, ki je uničil večino Lizbone, močno poškodovana. Okoli leta 1775 je bila porušena.
Veliko območje, ki ga je prej zasedala bolnišnica v Baixi, je bilo spremenjeno v odprt trg. Okoli leta 1885 je bila zgrajena velika pokrita tržnica na 8000 m². Ta je obstajala do leta 1949, ko so jo porušili. Od takrat je trg odprt prostor.
Leta 1971 je bil na trgu slovesno odkrit bronasti konjeniški kip, ki predstavlja kralja Ivana I. (1357–1433), delo kiparja Leopolda de Almeide. Spomenik nosi tudi medaljone s podobama Nuna Álvaresa Pereire in Joãa das Regrasa, dveh ključnih likov v revoluciji leta 1385, ki je na oblast pripeljala Ivana I.
Leta 1999/2000, med zadnjo prenovo trga, je bil kip prestavljen iz sredine v vogal trga, da bi bil viden s Praça do Comércio. Prvotni projekt prenove je predvideval tudi popolno oblaganje stavb s keramičnimi ploščicami (azulejo) znamke Daciano Costa, kar pa ni bilo izvedeno.
Praça da Figueira ima zelo enoten profil s štirinadstropnimi stavbami, ki izvirajo iz Pombalinove prezidave Baixa. Stavbe zasedajo hoteli, kavarne in več trgovin. Je tudi pomembno prometno središče z avtobusnimi in postajami metroja.